# 76.ª Divisão de Infantaria (Alemanha)
A 76ª Divisão de Infantaria (em alemão: 76. Infanterie-Division) foi formada em Agosto de 1939 como parte da 2ª Onda (2. Welle). Foi destruída em Stalingrado em 31 de Janeiro de 1943 e reformada em Fevereiro de 1943. A divisão absorveu os restos da Jäger-Regiment 9 (L) da 5. Feld-Division (L) que havia sido dispensada em Maio de 1944. Sofreu pesadas baixas em Iasi, Romênia e foi retirada do fronte para reestruturação em Setembro de 1944. A divisão se rendeu para o Exército Vermelho em 1945 em Deutsch Brod.
A unidade recebeu reforços no mês de agosto de 1944 vindas da 302ª Divisão de Infantaria, quando esta foi destruída na Frente Oriental e as unidades restantes foram divididas, uma parte para a 76ª Divisão e o restante para a 15ª Divisão de Infantaria.

## Comandantes
| Comandante                                     | Data                                               |
| ---------------------------------------------- | -------------------------------------------------- |
| General der Artillerie Maximilian de Angelis   | (1 de Setembro de 1939 - 26 de Janeiro de 1942)    |
| Generalleutnant Carl Rodenburg                 | (26 de Janeiro de 1942 - 31 de Janeiro de 1943)    |
| General der Infanterie Erich Abraham           | (1 de Abril de 1943 - ? Julho de 1944)             |
| Generalleutnant Otto-Hermann Brücker           | (? Julho de 1944 - ? Julho de 1944)                |
| General der Infanterie Erich Abraham           | (? Agosto de 1944 - 4 de Setembro de 1944)         |
| (Reestabelecendo)                              | (4 de Setembro de 1944 - 17 de Outubro de 1944)    |
| Generalleutnant Siegfried von Rekowski         | (17 de Outubro de 1944 - 8 de Fevereiro de 1945)   |
| Oberst Dr. Wilhelm-Moritz Freiherr von Bissing | (8 de Fevereiro de 1945 - 14 de Fevereiro de 1945) |
| Generalmajor Erhard-Heinrich Berner            | (14 de Fevereiro de 1945 - 8 de Maio de 1945)      |

## Área de Operações
- Alemanha (Setembro de 1939 - Maio de 1940)
- França (Maio de 1940 - Novembro de 1940)
- Polônia (Novembro de 1940 - Junho de 1941)
- Frente Oriental, Setor Sul (Junho de 1941 - Outubro de 1942)
- Stalingrado (Outubro de 1942 - Janeiro de 1943)
- França (Abril de 1943 - Agosto de 1943)
- Itália (Agosto de 1943 - Outubro de 1943)
- Frente Oriental, Setor Sul (Outubro de 1943 - Outubro de 1944)
- Hungria (Outubro de 1944 - Janeiro de 1945)
- Checoslováquia (Janeiro de 1945 - Maio de 1945)

## Serviço de Guerra
| Data                  | Corpo      | Exército           | Grupo de Exércitos | Área            |
| --------------------- | ---------- | ------------------ | ------------------ | --------------- |
| Set 39                | Reserva    | 5º Exército        | C                  | Saarpfalz       |
| Out 39                | Reserva    | 1º Exército        | C                  | Saarpfalz       |
| Dez 39-Mai 40         | XXIII      | 16º Exército       | A                  | Trier           |
| Jun 40                | Reserva    | 16º Exército       | A                  | Verdun, Toul    |
| Jul 40-Ago 40         | XXX        | 18º Exército       |                    | Polônia         |
| Set 40-Dez 40         | XXX        | 4º Exército        | B                  | Polônia         |
| Jan 41-Fev 41         | X          | 4º Exército        | B                  | Polônia         |
| Mar 41                | Reserva    | 12º Exército       |                    | Romênia         |
| Abr 41                | XI         | 12º Exército       |                    | Romênia         |
| Mai 41                | Reserva    | 12º Exército       |                    | Romênia         |
| Jun 41-Ago 8.41       | XI         | 11º Exército       | Süd                | Jassy, Tiraspol |
| Set 41                | LII        | 17º Exército       | Süd                | Krementschug    |
| Out 41-Nov 41         | IV         | 17º Exército       | Süd                | Artemowsk       |
| Dez 41                | XXXXIV     | 17º Exército       | Süd                | Artemowsk       |
| Jan 42-Jul 42         | IV         | 17º Exército       | Süd                | Artemowsk       |
| Ago 42                | XXIV       | 6º Exército        | B                  | Donbogen        |
| Set 42                | LI         | 6º Exército        | B                  | Stalingrado     |
| Out 42                | Reserva    | 6º Exército        | B                  | Stalingrado     |
| Nov 42                | VIII       | 6º Exército        | B                  | Stalingrado     |
| Dez 42-Fev 43         | VIII       | 6º Exército        | Don                | Stalingrado     |
| Destruída, reformando |            |                    |                    |                 |
| Abr 43                | Reformando | 7º Exército        | D                  | Bretagne        |
| Mai 43-Jun 43         | XXV        | 7º Exército        | D                  | Bretagne        |
| Jul 43                | Reserva    | 7º Exército        | D                  | Bretagne        |
| Ago 43                | Reserva    |                    | Ob. Süd            | Oberitalien     |
| Set 43-Out 43         | LXXXVII    |                    | B                  | Oberitalien     |
| Nov 43                | Reserva    |                    | B                  | Oberitalien     |
| Dez 43                | LII        | 1º Exército Panzer | Süd                | Kriwoi Rog      |
| Jan 44                | LII        | 6º Exército        | Süd                | Kriwoi Rog      |
| Fev 44                | LII        | 8º Exército        | Süd                | Kriwoi Rog      |
| Mar 44                | LII        | 6º Exército        | A                  | Nikolajew       |
| Abr 44                | XXIX       | 6º Exército        | Südukraine         | Nikolajew       |
| Mai 44 (Kgr.)         | Reserva    | 6º Exército        | Südukraine         | Dnjestr         |
| Jun 44-Jul 44         | VI. rum.   | 8º Exército        | Südukraine         | Jassy           |
| Ago 44 (Restos)       | LVII       | 8º Exército        | Südukraine         | Siebenbürgen    |
| Set 44 (Restos)       | LVII       | 6º Exército        | Südukraine         | Debreczen       |
| Out 44-Nov 44         | LXXII      | 6º Exército        | Süd                | Grosswardein    |
| Dez 44                | IV         | 6º Exército        | Süd                | Ungarn          |
| Jan 45-Abr 45         | XXIX       | 8º Exército        | Süd                | Slowakei        |
| Mai 45                | XXXXIX     | 1º Exército Panzer | Mitte              | Sillein         |

## Ordem de Batalha

### 1940
- Infanterie-Regiment 178
- Infanterie-Regiment 203
- Infanterie-Regiment 230
- Aufklärungs-Abteilung 176
- Artillerie-Regiment 176
- Pionier-Bataillon 176
- Panzerjäger-Abteilung 176
- Nachrichten-Abteilung 176
- Versorgungseinheiten 176

### Novembro de 1942
- Grenadier-Regiment 178
- Grenadier-Regiment 203
- Füsilier-Regiment 230
- Radfahr-Abteilung 176
- Artillerie-Regiment 176
- Pionier-Bataillon 176
- Panzerjäger-Abteilung 176
- Nachrichten-Abteilung 176
- Feldersatz-Bataillon 176
- Versorgungseinheiten 176

### Fevereiro de 1944
- Grenadier-Regiment 178
- Grenadier-Regiment 203
- Füsilier-Regiment 230
- Füsilier-Bataillon 76
- Artillerie-Regiment 176
- Pionier-Bataillon 176
- Panzerjäger-Abteilung 176
- Nachrichten-Abteilung 176
- Feldersatz-Bataillon 176
- Versorgungseinheiten 176